# Antifeixisme

Un dels símbols antifeixistes més reconeguts: mostra la creu gammada amb un símbol de prohibició superposat

L'antifeixisme és un moviment polític contrari al feixisme. L'antifeixisme s'associa amb la resistència política als països amb governs feixistes o nazis, tot i que també s'autodenominen antifeixistes aquells grups que des de la dècada dels anys 1970 s'han enfrontat, mitjançant la propaganda o la mobilització al carrer, als partits i grupuscles d'extrema dreta.
Per extensió, els antifeixistes contemporanis s'enfronten a qualsevol exercici d'autoritat o de discriminació com l'homofòbia, el sexisme, el racisme o la restricció de les llibertats civils.
L'antifeixisme no està circumscrit completament per una ideologia en particular, tot i que a vegades manté vincles amb organitzacions del moviment obrer, socialistes, anarquistes o comunistes. En l'àmbit de les persones activistes polítiques d'esquerra, l'antifeixisme ha servit de punt d'unió i col·laboració entre organitzacions marxistes-leninistes, anarquistes i militants no enquadrats en cap organització.

## Història
Un dels moviments antifeixistes més importants es va produir durant la Guerra Civil espanyola quan persones de nacionalitats molt diverses van lluitar amb les Brigades Internacionals contra l'exèrcit de Franco que s'havia alçat contra la Segona República. Després de la victòria de l'exèrcit colpista es va produir un moviment de resistència denominat maquis.
Durant la Segona Guerra Mundial, molts dels grans moviments de resistència davant l'ocupació nazi eren de caràcter antifeixista. Molts dels que van ser capturats pels nazis van ser empresonats i assassinats en camps d'extermini com Buchenwald o Dachau.